# Республика Риу-Гранди
Респу́блика Ри́у-Гра́нди (Рио-Грандская республика) (порт. República Rio-Grandense), также известная как Респу́блика Пирати́ни (порт. República do Piratini) — самопровозглашённое государство, существовавшее на территории Бразилии (ныне штат Риу-Гранди-ду-Сул) с 11 сентября 1836 года по 5 марта 1845 года.

## История
Республика Риу-Гранди возникла в результате восстания Фаррапус. Создание республики было провозглашено 11 сентября 1836 года генералом Антониу ди Соза Нету. 5 ноября повстанцы объявили генерала Бенту Гонсалвиса первым президентом Риу-Гранди. Однако незадолго до этого Гонсалвис попал в плен к правительственным войскам, поэтому его обязанности стал временно исполнять вице-президент Гомис Жардин.
В 1838 году адмиралом флота Риу-Гранди был назначен Джузеппе Гарибальди.
На протяжении почти девяти лет своего существования республика сменила пять столиц: Пиратини, Алегрети, Касапава-ду-Сул, Баже (в течение двух недель) и Сан-Боржа.
В 1839 повстанцы вошли на территорию провинции Санта-Катарина и 24 июля провозгласили Республику Жулиана, вошедшую в конфедерацию с Риу-Гранди. Однако уже в ноябре бразильские войска восстановили контроль над провинцией, и 15 ноября Республика Жулиана прекратила своё существование.
1 декабря 1842 года в Алегрети начало свою работу Учредительное собрание Республики Риу-Гранди, которое должно было принять конституцию республики. Однако осуществить свою задачу собрание не смогло, поскольку депутаты не пришли к единому мнению.
Тем временем положение восставших заметно ухудшилось. Из-за возникших разногласий среди руководства движения в августе 1843 года Бенту Гонсалвис отказался от поста президента республики. К руководству восстанием пришли сторонники примирения с имперским правительством вроде Антониу Висенти да Фонтуры, которые 1 марта 1845 года заключили с ним договор Пончо-Верде, положивший конец Республике Риу-Гранди.